# Mohamed Bahari
Mohamed Bahari (Sidi-bel-Abbès, 29 juni 1976) is een voormalig Algerijns bokser. Hij behaalde een bronzen medaille op de Olympische Spelen van 1996 bij de middengewichten.
In 2003 werd hij profbokser. Na anderhalf jaar hield hij het in oktober 2004 al voor bekeken na een KO-nederlaag tegen de Venezolaan Gusmyl Perdomo. Hij behaalde drie overwinningen uit zeven kampen. Twee kampen sloot hij als verliezer af, de andere twee eindigden onbeslist.